# Institut de virologie de Wuhan
L'Institut de virologie de Wuhan (chinois : 中国科学院武汉病毒研究所 ; pinyin : Zhōngguó Kēxuéyuàn Wǔhàn Bìngdú Yánjiūsuǒ ; anglais : Wuhan Institute of Virology – WIV) est un institut de recherche en virologie administré par l'Académie chinoise des sciences et situé dans le district de Jiangxia à Wuhan, capitale de la province du Hubei. En 2015, l'institut ouvre un laboratoire P4, le premier en Chine.

## Fondation et premiers développements
Le laboratoire de microbiologie de Wuhan est fondé en 1956 par le virologiste Gao Shangyin et le microbiologiste Chen Huagui, sous l'administration de l'Académie chinoise des sciences. En 1962, il est renommé Institut de microbiologie de Wuhan. En 1970, en passant sous l'administration de la commission des sciences et de la technologie du Hubei, il est renommé Institut de microbiologie du Hubei. En 1978, il repasse sous l'administration de l'Académie chinoise des sciences et adopte son nom actuel, à savoir Institut de virologie de Wuhan.
D'après La Dépêche du Midi, un but du laboratoire serait « de modifier les virus pour comprendre les franchissements de barrières entre espèces ».

## Laboratoire P4

### Fondation
L'Institut de virologie de Wuhan n'est pas le premier, en Chine, à posséder une plate-forme de recherche avancée en virologie. L'Institut de recherche vétérinaire de Harbin en possède déjà un depuis de nombreuses années , qui acquiert le label P4 en 2018. Officiellement, en 2015, l'institut ouvre le premier laboratoire P4 de Chine, pour un coût de 300 millions de yuans (44 millions de dollars). Sa conception, démarrée en 2003, s'est faite en collaboration avec la France. Une partie du personnel s'est notamment formée au laboratoire P4 Jean Mérieux à Lyon,,,,. Selon Le Figaro, les relations entre la France et la Chine ont connu des problèmes sur ce projet à partir de 2014. En 2014, lors d'une visite officielle, le président chinois au lieu d'atterrir à Paris pour rencontrer son homologue atterrit à Lyon pour rendre visite à la société BioMerieux. Les entreprises chinoises ont tenu, d’abord, à assurer l’essentiel de la construction du P4 alors qu'elles n'en avaient a priori pas les compétences. En 2015, déçu que la coopération franco-chinoise ne se concrétise pas, Alain Mérieux quitte la présidence de la commission bilatérale[Quoi ?]. Les 50 chercheurs français qui devaient travailler au P4 de Wuhan pendant 5 ans ne sont jamais partis. La société Technip a refusé de certifier le laboratoire.
En février 2017, le Premier ministre français Bernard Cazeneuve, accompagné de la ministre française des Affaires sociales et de la Santé Marisol Touraine, ainsi que d'Yves Lévy, président de l'INSERM, participe à la cérémonie d'accréditation du laboratoire,. L'ambassade de France en Chine rappelle alors que ce projet doit permettre « à la Chine, en partenariat pionnier avec la France, de mieux comprendre et prévenir les épidémies et les pandémies y compris les plus dangereuses comme la grippe aviaire, pour protéger la population chinoise et la santé mondiale ».
Une spécialité du laboratoire P4 de l'établissement est la recherche sur les coronavirus transmis par les chauves-souris,. En 2017, il est accrédité pour étudier le virus Ebola et l’Henipavirus. Le laboratoire entretient par ailleurs des liens étroits avec le Laboratoire national de Galveston (en) de l'université du Texas.
Selon l'anthropologue Frédéric Keck, ce laboratoire « permet de repérer précocement de nouvelles pandémies passant des animaux aux humains », et « joue ainsi pour le SRAS le rôle qu’a joué Hong Kong pour la grippe aviaire ». Selon le biologiste moléculaire américain Richard H. Ebright (en), « l'Institut de virologie de Wuhan est un institut de recherche de classe mondiale qui effectue des recherches de renommée mondiale en virologie et en immunologie ».
Antoine Izambard, journaliste de Challenges, s'interroge sur le délai de réalisation du projet, lancé au lendemain de l'épidémie du syndrome respiratoire aigu sévère de 2003, ce qu'il explique par les soupçons des services de renseignement français et américains à l'égard du manque de transparence de la Chine et de leur crainte que la Chine ne vise à créer des armes biologiques. Il est notamment établi que la Chine a caché la construction d'autres laboratoires P4 sur son territoire, notamment un laboratoire spécialisé dans l'étude des virus qui se transmettent au sein du règne animal, à Harbin, alors qu'elle s'était engagée à ne construire que celui de Wuhan.

### Spéculations et investigations autour de la Covid-19
Le vendredi 20 novembre 2015, soit, quatre ans avant le début de la pandémie du Covid-19, paraît un article dans la revue Nature impliquant une équipe internationale de virologues parmi lesquels Shi Zhengli, spécialiste des coronavirus, qui a activement lutté contre l'épidémie du SRAS en 2002-2004. En utilisant le système de génétique inverse SARS-CoV2[Quoi ?][Information douteuse], l'équipe annonce avoir généré un virus chimérique (virus hybride conçu artificiellement) en utilisant un coronavirus de chauve-souris SHC014 et un SARS-CoV. Ce virus chimérique aurait été expérimenté sur une souris. Les résultats indiquent que ce type de virus peut se répliquer efficacement dans les cellules des voies respiratoires humaines primaires. Des expériences in vivo démontrent la réplication de ce virus dans le poumon de souris avec une pathogenèse notable. C'est dans un laboratoire de l'université de Caroline du Nord aux États-Unis que cette équipe a opéré, même si Shi Zhengli (considérée comme une héroïne du SRAS-2002) exerce aujourd'hui son activité de virologue dans la capitale du Hubei.
Fin janvier 2020, des théories commencent à circuler sur Facebook et Twitter, selon lesquelles le SARS-CoV-2 se serait échappé accidentellement du laboratoire, voire y aurait été conçu pour nuire,,. Le journaliste Antoine Izambard souligne qu'« au vu des éléments dont on dispose, les théories qui circulent sur l’émergence du coronavirus dans le laboratoire P4 à Wuhan sont complotistes », en l'absence d’« éléments concrets à ce stade qui iraient en ce sens ». La direction générale de la Santé française déclare qu'« aucun élément ne permet d’accréditer les allégations liant la crise sanitaire en cours à l’existence à Wuhan d’un laboratoire P4 ».
Une étude en pré-publication de chercheurs de l’Indian Institute of Technology de New Delhi relève, le 31 janvier 2020, sur le site bioRxiv « une similarité étrange », « qui a peu de chances d’être fortuite », entre certaines séquences de l’ARN du SARS Covid-2 et celui du VIH. Cette étude en prépublication, très contestée par les spécialistes notamment parce que nombreux virus partagent cette courte séquence, est par la suite retirée par ses auteurs. Le professeur Luc Montagnier s'appuie toutefois sur elle pour arguer d'une possible manipulation humaine.
Deux articles publiés en février 2020 dans The Lancet et en mars 2020 dans Nature Medicine privilégient l'hypothèse d'une origine animale et rejettent l'idée d'une manipulation, hypothèse admise
lors d’une conférence de presse, organisée le 21 avril 2020 par Fadéla Chaib, la porte-parole de l'Organisation mondiale de la santé.
En 2020, la biologiste moléculaire Alina Chan, principalement active sur les médias sociaux, figure parmi les rares voix scientifiques à remettre publiquement en question le consensus dominant sur les origines du virus. Elle affirme que l'hypothèse d'un accident de laboratoire doit être examinée avec plus de sérieux.
Le 13 mai 2021, dix-huit scientifiques dont Ralph S. Baric publient, dans la revue Science, un article appelant à examiner plus sérieusement l’hypothèse d’un accident de laboratoire comme origine de la pandémie.
La Chine affirme que le virus a été importé sur le marché de Wuhan par de la viande et des fruits de mer surgelés en provenance de l'étranger. L'OMS estime cette hypothèse peu plausible, sans étude préalable sur la transmission du virus  sur des produits congelées.

#### Allégations de négligence
Plusieurs mois auparavant, le quotidien américain Washington Post rapporte que « l’ambassade des États-Unis à Pékin, après plusieurs visites à l’institut, avait alerté en 2018 les autorités américaines sur des mesures de sécurité apparemment insuffisantes dans un laboratoire qui étudiait les coronavirus issus de chauves-souris ».
Fox News cite des sources anonymes exprimant des inquiétudes quant à une fuite du Covid-19 de l'Institut de Wuhan. Pour le général Mark Milley, président des chefs d'état-major interarmées, bien que les preuves semblent pencher pour une origine naturelle du virus, il est encore trop tôt pour conclure avec certitude.
Le 18 avril 2020, Richard H. Ebright, directeur du laboratoire de l'Institut Waksman de microbiologie, émet l'hypothèse que l'infection puisse provenir d'un employé du site qui aurait été contaminé accidentellement par une souche de coronavirus de la chauve-souris ayant muté, et il souligne que « l'Institut de virologie employait des standards de biosécurité et d'équipement de protection individuelle posant un haut risque d'infection pour le personnel du laboratoire au contact avec un virus ayant les propriétés de transmission du virus de l'épidémie », tandis que Le Point fait mention de rejets dans les égouts sans traitement préalables, d'après des sources chinoises. Richard H. Ebright demande l'ouverture d'une enquête.
Dès le 20 avril 2020 dans la presse, des photos prises dans l'institut ayant circulé depuis le 29 mai 2018 refont surface. On y voit des scientifiques effectuant des recherches dans le laboratoire de Wuhan avec des équipements endommagés. Les photos prises à l’intérieur de l'Institut de virologie de Wuhan montrent un joint d’étanchéité détérioré dans la porte d'un congélateur contenant 1 500 souches de virus mortels selon The Sun, y compris le SARS-CoV-2 (l'institut détiendrait la plus grande collection de virus en Asie).
Les 20 et 21 avril 2020, The Sun et The New-York Post montrent par ailleurs un reportage télévisé chinois de février 2020 destiné à convaincre les scientifiques de la totale sécurité de l'Institut. Ces deux journaux indiquent que les autorités chinoises auraient effacé ce reportage tout comme la photo de 2018 montrant des joints de frigo endommagés. Le site du Daily Express fait aussi mention de la disparition de la photo de 2018, en indiquant que des flacons présents dans le congélateur contenaient alors « des souches du coronavirus de chauve-souris, lié à la pandémie meurtrière actuelle de Covid-19 ».

#### Enquêtes et procédures
En Chine, il n'y a pas d'enquête indépendante sur les origines de la pandémie.
Mi-avril 2020, dans le contexte de la pandémie de Covid-19, Josh Rogin (en), chroniqueur spécialiste des affaires étrangères du Washington Post, révèle que l'ambassade des États-Unis à Pékin a alerté à deux reprises le département d'État des États-Unis en 2018 sur l'insuffisance des mesures de sécurité au sein du laboratoire, évoquant en particulier « des études risquées sur les coronavirus provenant de chauves-souris »,,. Interrogés, ni Mike Pompeo, secrétaire d'État des États-Unis, ni Donald Trump, président des États-Unis, n'excluent l'hypothèse émise par Fox News, selon laquelle le SARS-CoV-2 pourrait provenir accidentellement de ce laboratoire ; tous deux évoquent une enquête en cours de leur administration. Zhao Lijian, porte-parole de la diplomatie chinoise, dément cette hypothèse.
Les soupçons concernant la responsabilité initiale par la Chine de l'épidémie du Covid-19 ne se limitent pas uniquement aux États-Unis, où l'État du Missouri a porté plainte auprès de la justice fédérale contre la Chine. Le 19 avril 2020, l'Australie demande à la Chine une enquête sur le traitement par celle-ci de l'épidémie, ainsi qu'une enquête sur les origines et la propagation du virus ; suivie par la Nouvelle-Zélande, les jours suivants, ainsi que par l'Union européenne,.
Mais la Chine a refusé une telle enquête, et son ambassadeur en France avait préalablement qualifié les demandeurs de « responsables de la crise actuelle que traverse leur propre pays », avant de laisser entendre que l'épidémie de Covid-19 viendrait des États-Unis,,.
À ce propos, la Chine « exhorte certains responsables américains à cesser de propager des théories du complot autour de l'origine du COVID-19 »,,.
Les nouvelles préoccupations concerneraient l'exposition accidentelle de chercheurs étudiant à Wuhan les différents coronavirus (sur les chauve-souris) et non sur des coronavirus fabriqués artificiellement. En effet, si (faute d'enquête) aucun élément ne permet encore d’aboutir à une conclusion selon laquelle il s'agirait d'une contamination accidentelle de l’homme en laboratoire, la question reste ouverte.
Pour le docteur Deborah Birx, l'hypothèse de l'« origine animale », retenue par l'OMS, n'exonérerait donc pas forcément l'Institut de virologie de Wuhan de toute responsabilité dans la dissémination du virus.
Le 30 avril 2020, Donald Trump annonce envisager l'instauration de taxes douanières punitives contre la Chine après avoir acquis la certitude que le SARS-CoV-2 proviendrait d’un laboratoire chinois, sans énoncer les éléments dont il disposerait.
Quelques heures plus tard, l'OMS demande à la Chine d'« inviter » des représentants de l'OMS afin qu'une enquête soit menée sur les origines du Covid-19,,.